# Крешо Бенгалка
Крешо Кулашин, познатији као Крешо Бенгалка (Сплит, 23. јануар 1986), хрватски је хипхоп музичар из Сплита. Један је од оснивача хипхоп групе Киша метака.

## Дискографија

### Албуми

#### Са Кишом метака
- Киша метака (2013)
- Киша метака (2014)

#### Са групом SpeedHeads
- Позитива и насиље (2019)

#### Сарадње
- Броква (2014, са Жувијем)[1]
- Вида (2019, са Жувијем)

#### Самостални албуми
- Финале (2017)[2][3]
- Сплит Зоо (2018)[4][3]
- Све најбоље (2019)[3]
- Клуб навијача (2020)[3]
- Сплит Зоо 2 (2023) [5]